# Nyons
Nyons é uma comuna francesa na região administrativa de Auvérnia-Ródano-Alpes, no departamento de Drôme. Estende-se por uma área de 23,45 km². Em 2010 a comuna tinha 6 968 habitantes (densidade: 297,1 hab./km²).
Possui um Museu da Azeitona.